# Alexéi Kobelev
Alexéi Alexándrovich Kobelev –en ruso, Алексей Александрович Кобелев– (Izhevsk, 27 de julio de 1971) es un deportista ruso que compitió en biatlón. Ganó cuatro medallas en el Campeonato Mundial de Biatlón entre los años 1993 y 1998, y dos medallas en el Campeonato Europeo de Biatlón, oro en 1996 y plata en 1999.

## Palmarés internacional
| Campeonato Mundial | Campeonato Mundial    | Campeonato Mundial | Campeonato Mundial |
| Año                | Lugar                 | Medalla            | Prueba             |
| ------------------ | --------------------- | ------------------ | ------------------ |
| 1993               | Borovets (Bulgaria)   | Medalla de plata   | Equipo             |
| 1994               | Canmore (Canadá)      | Medalla de plata   | Equipo             |
| 1996               | Ruhpolding (Alemania) | Medalla de oro     | Relevos            |
| 1998               | Hochfilzen (Austria)  | Medalla de bronce  | Equipo             |
| Campeonato Europeo |                       |                    |                    |
| Año                | Lugar                 | Medalla            | Prueba             |
| 1996               | Val Ridanna (Italia)  | Medalla de oro     | Relevos            |
| 1999               | Izhevsk (Rusia)       | Medalla de plata   | Relevos            |